# Eduroam

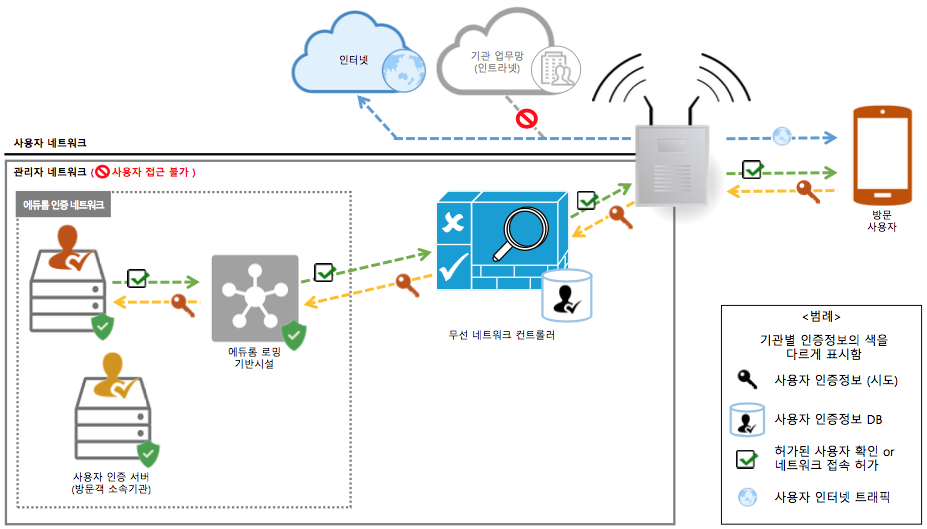
Schéma du réseau Eduroam.

eduroam (de l'anglais « education roaming ») est un service offrant un accès Wi-Fi aux personnels et aux étudiants des établissements d'enseignement supérieur et de recherche. Il est ainsi possible de se connecter à internet dans une université ou toute autre institution. Ce service est disponible dans plus de 100 pays et des milliers d'institutions gratuitement.
Lors de leurs déplacements, les utilisateurs d'un établissement membre du projet disposent d'un accès sécurisé à l'Internet depuis tous les autres établissements membres, et ceci en utilisant leurs identifiants habituels et sans démarche particulière.
L'infrastructure d'authentification mise en place s'appuie sur la norme 802.1X et utilise le protocole RADIUS.

## Historique
L'idée d'un Wi-Fi gratuit, partagé par tous les étudiants de la planète est né en 2002 chez TERENA (désormais dénommé GÉANT). Le standard IEEE 802.1X ainsi que l'authentification RADIUS/EAP ont été retenus pour leur simplicité de connexion (à l'instar d'un portail de connexion).
Un test initial a été fait avec cinq institutions situées aux Pays-Bas, Finlande, Portugal, Croatie et Royaume-Uni.
Le projet sera lancé dans sa forme finale le 1er septembre 2008 en Europe, en Amérique du Nord, en Asie et en Australie.
En 2012, plus de 5 000 points d'accès étaient disponibles dans 93 pays.

## Répartition géographique
En avril 2016, eduroam est déployé dans 76 pays, dont la France.